# Miguel Torrús Palomo
Miguel Torrús Palomo (m. 1957) va ser un militar espanyol.

## Biografia
Era natural de la localitat andalusa de La Carolina. Després de l'esclat de la Guerra civil es va unir a les forces republicanes, passant a formar part de l'Exèrcit Popular de la República. El seu germà José, cap de la Guàrdia Civil, va morir durant el setge del Santuari de la Mare de Déu de la Cabeza. L'agost de 1938 va passar a manar la 43a Brigada Mixta, actuant en el front d'Extremadura. Al febrer de 1939 assumiria el comandament de la 52a Divisió.
Al final de la contesa va marxar a l'exili. Va morir al Marroc l'1 d'abril de 1957.